# Dio vi Salvi Regina
Dio vi Salvi Regina (w wersji polskiej Witaj Królowo) – maryjna pieśń korsykańska w języku włoskim. Obecnie jest uznawana przez nacjonalistów za hymn wyspy. Jej autorem jest Franciszek de Hieronimo, hymn jest parafrazą utwóru "Salve Regina". Pieśń ta stała się hymnem Korsyki w 1735 roku, po powstaniu przeciwko Republice Genui.

## Tekst
Oryginał (włoski)
Dio vi salvi, Regina

E Madre universale

Par cui favor si sale

Al Paradisu,

Voi siete gioia e riso

Di tutti i sconsolati,

Di tutti i tribolati

Unica speme,

A voi sospira e geme

Il nostro afflitto core,

In un mar di dolore

E d'amarezza,

Maria, mar di dolcezza,

I vostri ochji pietosi

Materni ed'amorosi,

A noi volgete,

Noi miseri accogliete

Nel vostro santu velo,

E'il vostro figlio un cielo

A noi mostrate,

Gradite ed'ascoltate,

O Vergine Maria,

Dolce, clemente e pia

Gli affetti nostri,

Voi da nemici nostri

A noi datte vittoria

Et poi l'eterna gloria

In Paradisu
Polskie tłumaczenie (autorstwa Władysława Pelca)
Ciebie witamy, Królowo,

Matko ludzkiego rodzaju,

Ty nam ukazuj na nowo

drogę, co wiedzie do raju!

Stań się radosnym uśmiechem

dla szukających pociechy,

tym, co w strapieniu truchleją,

bądź niezawodną nadzieją.

Wzdycha i Tobie się skarży

serce, gdy troski je ćwiczą,

jak strapionego żeglarza

na ziemskim morzu goryczy.

O niezgłębiona dobroci,

Maryjo, zwróć ku nam oczy!

Zwróć ku nam wzrok miłosierny,

matyczynej czułości wierny!

Osłoń grzeszników w potrzebie

płaszczem Twej świętej opieki,

a gdy dożyjemy wieku,

zaprowadź do Syna w niebie.

O słodka, o litościwa,

łaskawa, Panno Maryjo,

niech serca gorąco biją

zawsze w Twej służbie gorliwe!

Daj nam zwycięstwo nad wrogiem,

daj nam zwycięstwo nad złością,

byśmy stanęli przed Bogiem

w krainie wiecznej Światłości.
Tekst francuski
Que Dieu vous garde, Reine,

Et Mère universelle

Par qui on s'élève

Jusqu'au Paradis.

Vous êtes la joie et le rire

De tous les attristés,

De tous les tourmentés,

L'unique espérance..

Vers vous soupire et gémit

Notre cœur affligé

Dans une mer de douleur

Et d'amertume.

Marie, mer de douceur,

Vos yeux pieux

Maternels et aimants,

Tournez-les vers nous.

Nous, malheureux, accueillez-nous,

En votre saint Voile

Votre fils au Ciel

Montrez-le nous.

Acceptez et écoutez

Ô Vierge Marie,

Douce, clémente et pieuse,

Nos marques d'affection.

Sur nos ennemis

Donnez-nous la victoire ;

Et puis l'Éternelle gloire

Au Paradis.